# The Fifth
The Fifth (с англ. — «Пятый») — пятый альбом немецкой евродиско-группы Bad Boys Blue, вышедший в 1989 году.

## Об альбоме
The Fifth — альбом, в котором ведущий вокал полностью принадлежит Джону МакИнерни. Так же альбом содержит два хита группы — «A Train To Nowhere» и «Lady In Black». Композиция «Show Me The Way» содержит рэп-партии в исполнении Эндрю Томаса.

## Список композиций
Слова и музыка всех песен — Тони Хендрика и Карин Ван Харен, кроме указанных.
| №   | Название                                  | Длительность |
| --- | ----------------------------------------- | ------------ |
| 1.  | «Lady In Black»                           | 3:46         |
| 2.  | «Someone To Love»                         | 3:05         |
| 3.  | «A Train To Nowhere»                      | 3:53         |
| 4.  | «I'm Not A Fool»                          | 3:49         |
| 5.  | «No Regrets» (Шарль Дюмон, Ирвинг Тейлор) | 4:45         |
| 6.  | «Where Are You Now»                       | 3:38         |
| 7.  | «Fly Away»                                | 3:44         |
| 8.  | «Love Me Or Leave Me»                     | 3:54         |
| 9.  | «Show Me The Way»                         | 3:54         |
| 10. | «A Train To Nowhere (Train Mix)»          | 3:59         |